# Giorgi Tsitaichvili
Giorgi Klymentiïovytch Tsitaichvili (en ukrainien : Георгій Климентійович Цітаішвілі et en géorgien : გიორგი წიტაიშვილი), est un footballeur international géorgien né le 18 novembre 2000 à Rishon LeZion en Israël. Il joue au poste d'ailier droit au FC Metz, en prêt du Dynamo Kiev.

## Biographie

### Dynamo Kiev (depuis 2018)

Tsitaichvili avec le Dynamo Kiev en 2019

Arrivé au Dynamo Kiev en 2012 à l'âge de 12 ans, il passe par toutes les catégories des jeunes du club. Il joue son premier match avec les seniors le 9 mai 2018, contre le Chakhtar Donetsk en finale de la Coupe d'Ukraine (match perdu 0-2). Il entre sur le terrain seulement quatre minutes avant le coup de sifflet final, à la place de Benjamin Verbič.

#### Prêt au Vorskla Poltava (2021)
Le 20 décembre 2020, l’entraîneur du Vorskla Poltava, Yuriy Maksymov, annonce que le joueur rejoint le club en prêt.

#### Prêt au Tchornomorets Odessa (2021 - 2022)
En juillet 2021, il est prêté au Tchornomorets Odessa. Le 25 juillet 2021, il fait ses débuts en championnat avec le club lors d’une défaite 3–0 à l’extérieur contre le FK Desna Tchernihiv, au stade de Tchernihiv.

#### Prêt au Wisła Cracovie (2022)
Le 7 mars 2022, après le début de l’invasion russe de l’Ukraine, la FIFA annonce que tous les contrats des joueurs étrangers en Ukraine sont suspendus jusqu’au 30 juin 2022, leur permettant de signer dans des clubs en dehors de l'Ukraine jusqu’à cette date. Le 6 avril 2022, le joueur rejoint le club polonais de l’Ekstraklasa, le Wisła Cracovie, en prêt jusqu’à la fin de la saison. Il dispute sept matchs de championnat et inscrit un but, avant de quitter l’équipe, reléguée, le 7 juin 2022.

#### Prêt au Lech Poznań (2022 - 2023)
Fin juin, il quitte le stage de pré-saison du Dynamo Kiev pour retourner en Pologne et rejoindre le champion en titre, le Lech Poznań, pour un prêt d’un an. Le 9 juillet 2022, il fait ses débuts officiels avec Lech lors d’une défaite 2–0 en Supercoupe de Pologne contre Raków Częstochowa.

#### Prêt au Dinamo Batumi (2023 - 2024)
Début juillet 2023, le club géorgien du Dinamo Batumi annonce la signature du joueur pour un prêt d’un an. Il fait ses débuts avec le Dinamo lors d’un match de Ligue Europa Conférence contre le KF Tirana, le 13 juillet 2023. Plus tard cette même année, il remporte le championnat national.

#### Prêt à Grenada CF (2024 - 2025)
Le 26 juillet 2024, le joueur rejoint le club espagnol de deuxième division, le Grenada CF, en prêt pour une saison. Le 15 août, il participe au match d’ouverture de la saison contre Albacete Balompié. Le 29 septembre 2024, il inscrit son premier but en Espagne lors d’un match nul 2–2 contre le Burgos CF.

#### Prêt au FC Metz (depuis 2025)
Le 11 juillet 2025, le joueur s'engage pour un prêt d'un an avec le club du FC Metz, tout juste promu en Ligue 1,,.
Il devient alors le deuxième joueur géorgien à évoluer au sein du club à la Croix de Lorraine, après son coéquipier en sélection, Georges Mikautadze,. 

### En sélection

#### Avec l'Ukraine
Avec les moins de 17 ans, il participe au championnat d'Europe des moins de 17 ans en 2017. Lors de cette compétition organisée en Croatie, il joue trois matchs, avec pour résultats deux défaites et un nul.
Avec les moins de 19 ans, il participe au championnat d'Europe des moins de 19 ans en 2018. Lors de cette compétition qui se déroule en Finlande, il joue quatre matchs. Il s'illustre en inscrivant un but et en délivrant une passe décisive contre la France. Les Ukrainiens s'inclinent en demi-finale face au Portugal.
Par la suite, avec les moins de 20 ans, il dispute la Coupe du monde des moins de 20 ans en 2019. Lors du mondial junior organisé en Pologne, il joue cinq matchs. Il s'illustre en délivrant une passe décisive contre les États-Unis, puis en inscrivant un but lors de la finale remportée face à la Corée du Sud.

#### Avec la Géorgie
Le 22 mai 2024, il fait partie de la liste des 26 joueurs convoqués par Willy Sagnol pour disputer l'Euro 2024.

## Statistiques
| Saison                | Club                        | Championnat           | Championnat | Championnat | Championnat | Coupe(s) nationale(s) | Coupe(s) nationale(s) | Coupe(s) nationale(s) | Supercoupe | Supercoupe | Supercoupe | Compétition(s) continentale(s) | Compétition(s) continentale(s) | Compétition(s) continentale(s) | Compétition(s) continentale(s) | Play-offs | Play-offs | Play-offs | Total | Total | Total |
| Saison                | Club                        | Division              | M.          | B.          | P.d.        | M.                    | B.                    | P.d.                  | M.         | B.         | P.d.       | Comp.                          | M.                             | B.                             | P.d.                           | M.        | B.        | P.d.      | M.    | B.    | P.d.  |
| 2017-2018             | Dynamo Kiev                 | Premier-Liha          | -           | -           | -           | 1                     | 0                     | 0                     | -          | -          | -          | -                              | -                              | -                              | -                              | -         | -         | -         | 1     | 0     | 0     |
| 2018-2019             | Dynamo Kiev                 | Premier-Liha          | 5           | 0           | 0           | -                     | -                     | -                     | -          | -          | -          | C3                             | 1                              | 0                              | 0                              | -         | -         | -         | 6     | 0     | 0     |
| 2019-2020             | Dynamo Kiev                 | Premier-Liha          | 10          | 0           | 1           | 1                     | 0                     | 0                     | 1          | 0          | 0          | C3                             | 1                              | 0                              | 1                              | -         | -         | -         | 13    | 0     | 2     |
| 2020-2021             | Dynamo Kiev                 | Premier-Liha          | 4           | 0           | 0           | -                     | -                     | -                     | -          | -          | -          | -                              | -                              | -                              | -                              | -         | -         | -         | 4     | 0     | 0     |
| Sous-total            | Sous-total                  | Sous-total            | 19          | 0           | 1           | 2                     | 0                     | 0                     | 1          | 0          | 0          | -                              | 2                              | 0                              | 1                              | -         | -         | -         | 24    | 0     | 2     |
| 2020-2021             | Vorskla Poltava (prêt)      | Premier-Liha          | 4           | 1           | 0           | -                     | -                     | -                     | -          | -          | -          | -                              | -                              | -                              | -                              | -         | -         | -         | 4     | 1     | 0     |
| 2021-2022             | Tchornomorets Odessa (prêt) | Premier-Liha          | 13          | 1           | 0           | 2                     | 0                     | 0                     | -          | -          | -          | -                              | -                              | -                              | -                              | -         | -         | -         | 15    | 1     | 0     |
| 2021-2022             | Wisła Cracovie (prêt)       | Ekstraklasa           | 7           | 1           | 2           | -                     | -                     | -                     | -          | -          | -          | -                              | -                              | -                              | -                              | -         | -         | -         | 7     | 1     | 2     |
| 2022-2023             | Lech Poznań (prêt)          | Ekstraklasa           | 12          | 1           | 1           | 1                     | 0                     | 0                     | 1          | 0          | 0          | C1 + C4                        | 10                             | 0                              | 1                              | -         | -         | -         | 24    | 1     | 2     |
| 2022-2023             | Dinamo Batoumi (prêt)       | Erovnuli Liga         | 17          | 4           | 2           | 2                     | 1                     | 2                     | -          | -          | -          | -                              | -                              | -                              | -                              | -         | -         | -         | 19    | 5     | 4     |
| 2023-2024             | Dinamo Batoumi (prêt)       | Erovnuli Liga         | 17          | 1           | 6           | -                     | -                     | -                     | -          | -          | -          | C4                             | 2                              | 0                              | 0                              | -         | -         | -         | 19    | 1     | 6     |
| Sous-total            | Sous-total                  | Sous-total            | 34          | 5           | 8           | 2                     | 1                     | 2                     | -          | -          | -          | -                              | 2                              | 0                              | 0                              | -         | -         | -         | 38    | 6     | 10    |
| 2024-2025             | Grenade CF (prêt)           | LaLiga Hypermotion    | 36          | 7           | 4           | 3                     | 0                     | 0                     | -          | -          | -          | -                              | -                              | -                              | -                              | -         | -         | -         | 39    | 7     | 4     |
| 2025-2026             | FC Metz (prêt)              | Ligue 1               | 1           | 0           | 0           | -                     | -                     | -                     | -          | -          | -          | -                              | -                              | -                              | -                              | -         | -         | -         | 1     | 0     | 0     |
| Total sur la carrière | Total sur la carrière       | Total sur la carrière | 126         | 16          | 16          | 10                    | 1                     | 2                     | 1          | 0          | 0          | -                              | 14                             | 0                              | 2                              | -         | -         | -         | 151   | 17    | 20    |

## Palmarès
| Dynamo Kiev (3) : | Lech Poznań :                              | Dinamo Batoumi (1) :                                                        | Ukraine -20 ans (1) :                           |
| --- | ------------------------------------------ | --------------------------------------------------------------------------- | ----------------------------------------------- |
| - Premier Liha (1) - Champion : 2021 - Vice-champion : 2019 et 2020 - Coupe d'Ukraine (1) - Vainqueur : 2020 - Finaliste : 2018 - Supercoupe d'Ukraine (1) - Vainqueur : 2020 | - Supercoupe de Pologne - Finaliste : 2022 | - Umaglesi Liga (1) - Champion : 2023 - Coupe de Géorgie - Finaliste : 2023 | - Coupe du monde -20 ans (1) - Vainqueur : 2019 |